# 世界各国の統治者の一覧
世界各国の統治者の一覧（せかいかっこくのとうちしゃのいちらん）は、世界の国の統治者に関する一覧の一覧である。
皇帝、王室、大統領、首相などは問わずに記載する。
なお、一覧にない統治者については#全般の節にあげられている項目や、国の一覧を参照のこと。

## 全般
- 王室の一覧
- 消滅した政権一覧

## アジア
- 天皇の一覧
  - 皇室の系図一覧
- 中国帝王一覧
  - 同諡号廟号一覧
  - 元号一覧 (中国)
- 朝鮮の君主一覧
  - 元号一覧 (朝鮮)
- カンボジア君主一覧
- タイ君主一覧
- ブルネイの国王
- ブータンの国王一覧

## ヨーロッパ

### ローマ皇帝
- ローマ皇帝一覧
  - 古代ローマの公職一覧
- 東ローマ帝国の皇帝一覧

### 西ヨーロッパ
- イギリス君主一覧
  - イギリスの首相の一覧
- フランス君主一覧
- フランスの大統領
- オーストリア君主一覧
- ドイツの国家元首一覧
  - ドイツの首相
- スペイン君主一覧
- イタリア君主一覧
- パルマ公の一覧
- オランダ君主一覧
- ベルギーの国王
- リヒテンシュタインの統治者一覧

### 東ヨーロッパ
- ソビエト連邦の指導者の一覧
- ハンガリー国王一覧

### 北欧
- スウェーデン君主一覧
- ノルウェー君主一覧
- デンマーク君主一覧

## アメリカ
- 歴代アメリカ合衆国大統領一覧

## アフリカ
- レソトの国王一覧
- スワジランドの国王一覧